# Marinus Agterberg
Andreas Johannius (Marinus) Agterberg (Utrecht, 1 maart 1925 - Sneek, 18 oktober 1977) was een Nederlands politicus voor de Politieke Partij Radikalen, pater en professor.
Agterberg werd geboren in Utrecht. Daar volgde hij ook de MULO en het Gymnasium. Agterberg trad in 1946 toe tot de augustijner kloosterorde. Hij studeerde filosofie en theologie. Hij legde in 1950 zijn gelofte af. In 1953 werd hij priester en ging hij Patristiek studeren in Rome, Nijmegen en bij de École des Hautes Études in Parijs. In 1957 promoveerde hij in Rome in de theologie op het proefschrift Ecclesia-Virgo (de Kerk-Maagd) en werd hoogleraar patrologie en dogmageschiedenis bij de Katholieke Universiteit Nijmegen. Tussen 1963 en 1964 was hij daarnaast prefect van de broeders augustijnen. Hij was daarnaast pastoraal adviseur bij verschillende Zuster orden. In 1964 werd hij staf theoloog van het vormingscentrum Vinea Domini in Witmarsum. Hij zou dit blijven tot 1974.
In 1970 werd hij lid van de provinciale staten van Friesland voor de Politieke Partij Radikalen. Tussen 1970 en 1974 werkte de PPR in Friesland samen met de Partij van de Arbeid in het Progressief Akkoord. In 1973 werd hij daarnaast lid van de Eerste Kamer en sinds 1974 was hij fractievoorzitter. Hij werd omdat de voorzitter niet aanwezig was door koningin Juliana beëdigd. Hij voerde het woord op het gebied van justitie, defensie, Koninkrijkszaken en ontwikkelingssamenwerking. Vanaf 1976 was hij enig senator van de PPR. Hij stemde anders dan de PPR fractie in de Tweede Kamer tegen het initiatiefwetsvoorstel-Veder-Smit/Roethof over abortus. Sinds 1974 was hij voorzitter van de vaste commissie ontwikkelingssamenwerking. Als Kamerlid, leed aan toenemende doofheid. Agterberg overleed in Sneek op 18 oktober 1977.